# Гавайська кухня
Гавайська кухня — включає в себе традиційні страви Гаваїв. Унаслідок постійної імміграції народів різного походження, а особливо американського, китайського, філіппінського, японського, корейського, португальського походження вона дуже різноманітна.

## Основні інгредієнти

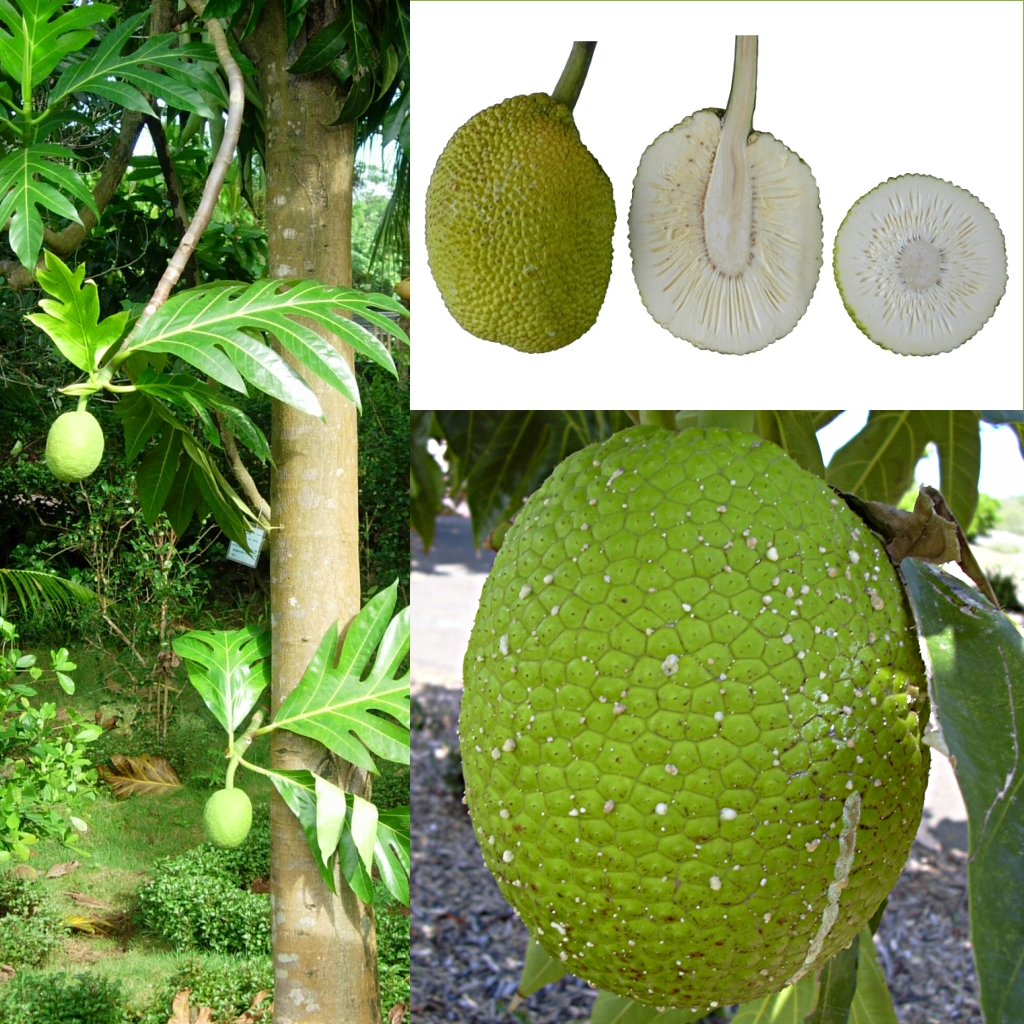
Плід хлібного дерева

### Овочі та фрукти
- Хлібне дерево - важливе джерело харчування. Плоди цього дерева підходять для запікання, варіння, сушіння, іноді навіть їдять сирими або роблять з м'якушу тісто.
- Таро - це трав'яниста рослина, яка вживається в їжу у вареному або смаженому вигляді.
- Тунг молуккський (або Лумбанг) - насіння рослини їстівні навіть у сирому вигляді.
- Кокос - тропічний плід. Використовується як в сирому, так і в приготованому вигляді.
- Хікама - трав'яниста рослина, яка також широко використовується в їжі.

### М'ясо
Spam (Shoulder of Pork and h'AM или SPiced hAM) —  консервоване м'ясо, яке вже протягом багатьох десятиліть має широке поширення на Гавайях. Зазвичай подається разом з рисом або ж є основною частиною місцевих страв.
Телятина - поширилося на Гаваях з XIX століття. У XX столітті на половині гавайських земель було поширене тваринництво. Воно також використовується в сушеному вигляді; а також маринованим у соєвому соусі, що є результатів впливу азійської кухні.

### Морепродукти
Морепродукти в гавайської кухні мають великий різновид, але тунець є основним продуктом. Меч-риба також популярна в гастрономії на Гаваях.

## Страви

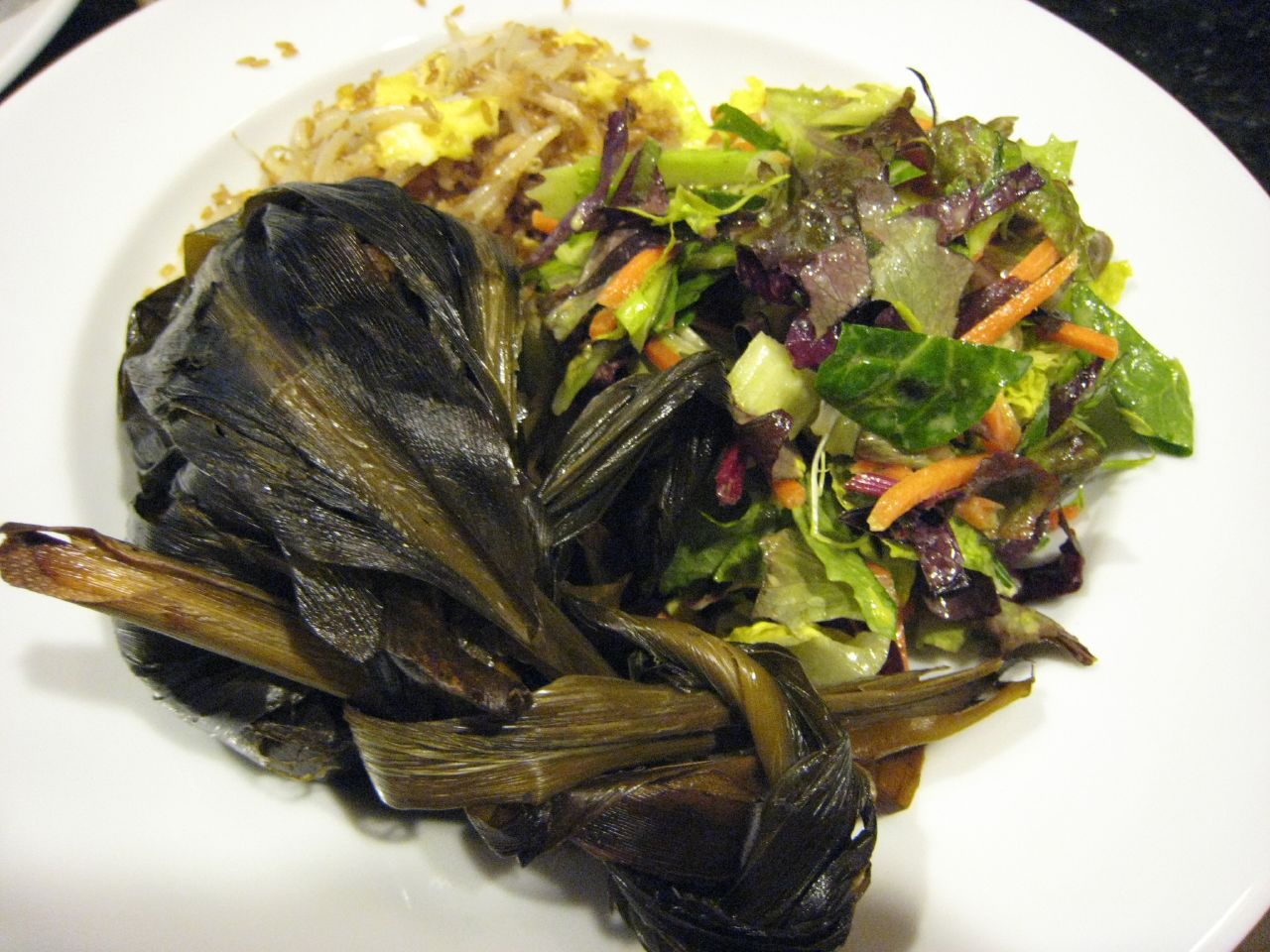
Лаулау

- Локо Моко - страва гавайської кухні, яке складається з гірки білого рису, м'ясної котлети і накрита смаженим яйцем.
- Пої - страва з бульбоцибулин рослини таро. Ця страва є невід'ємною частиною повсякденного гавайського життя. Має пастоподібну консистенцію. Також застосовується в якості дитячого харчування. [2]
- Поке  - салат з сирою рибою або морепродуктами, нарізаний кубиками.
- Ломі семон - гавайський салат зі свіжих томатів і лосося.
- Кулоламі - десерт гавайської кухні, готується бульбоцибулин таро і тертого кокосу чи кокосового молока.
- Моті - рисове тісто, запозичене з японської кухні.
- Маласадас - гавайські пончики. [3]
- Лаулау - гавайська страва, яка складалося зі свинини, обгорнутої в листя колоказії. [4]
- Хаупія - гавайський кокосовий пудинг з бананом.

## Напої
- Вайкікі - коктейль з темного рому і соку гуави.
- Потік лави - традиційний гавайський коктейль з рому і кокосового сиропу.
- Кава-кава - чай, що володіє заспокійливою і тонізуючу властивістю.
- Фруктові вина
- Гавайське пиво